# Vlag van Haïti
De vlag van Haïti bestaat uit twee horizontale banen, waarvan de bovenste blauw is en de onderste rood. In het midden bevindt zich een witte rechthoek met daarin een afbeelding van het wapen van Haïti. In de civiele vlag ontbreekt dit wapen.
De Haïtianen, waarschijnlijk geïnspireerd door de Franse Revolutie,  gebruikten in hun onafhankelijkheidsstrijd in eerste instantie de Franse vlag, maar verwijderden in 1804 de witte baan, waardoor de blauw-rode vlag ontstond. De vlag is enkele malen aangepast (zie hierna); de huidige versie werd op 25 februari 1986 aangenomen. Zij verving toen de vlag uit 1964, die bestond uit twee verticale banen in zwart en rood, met daarop het wapen in een witte rechthoek. Die vlag werd onder het bewind van François Duvalier ingevoerd. De achtergrond van huidige vlag is gelijk aan de vlag die voor die tijd in gebruik was.
De vlag van Haïti heeft dezelfde kleurstelling als de vlag van Liechtenstein. Dit werd bij toeval tijdens de Olympische Spelen van 1936 ontdekt, waarna Liechtenstein een kroon aan de eigen vlag toevoegde.

## Historische vlaggen van Haïti
Haïti kent sinds 1790 een turbulente geschiedenis, waarbij verschillende machthebbers elkaar soms op gewelddadige wijze aflosten. Het land heeft onder Frans bestuur gestaan, heeft een onafhankelijkheidsstrijd gevoerd waarna achtereenvolgens een keizerrijk, een republiek, een koninkrijk, een tweede keizerrijk en een republiek ontstond. De periode van 1957 tot 1986 is als een dictatuur te beschouwen. Veel machthebbers hebben nieuwe vlaggen geïntroduceerd, waarbij enkele vlaggen elkaar diverse malen hebben afgelost.
Hieronder staat een overzicht van de historische vlaggen van Haïti:

1798-ca.1798, onder Marquis de Caradeu
ca.1800-1803, Franse vlag
1803-1804"Liberté ou la mort" Slavenopstand die leidde tot het Eerste Keizerrijk Haïti
1804-1806 Eerste Keizerrijk Haïti
1806-1806 Staat Haïti (Noordelijk Haïti)
1806-1807 Staat Haïti

1807-1822, de vlag uit 1806 Staat Haïti
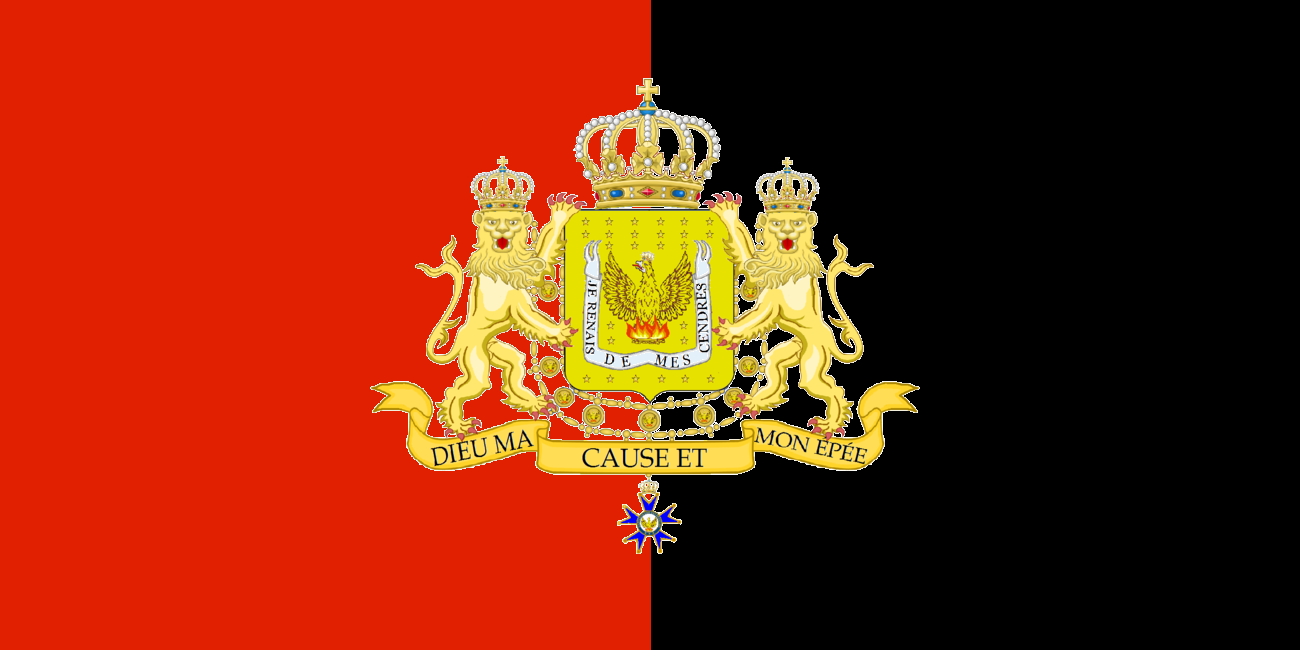
1811-1814 Koninkrijk Haïti
1814-1820 Koninkrijk Haïti
1821-1822 Republiek van Spaans Haïti
1822-1843 Unificatie van Hispaniola
1843-1844 Unificatie van Hispaniola

1844-1849
1849-1859 Tweede Keizerrijk Haïti, onder Faustin Soulouque
1859-1964 Eerste Republiek Haïti (tot 1957)
1964-1986, onder François Duvalier
Civiele vlag 1964-1986

Opmerkingen:
- Na het einde van het eerste keizerrijk Haïti in 1806 werd het land gesplitst in de Staat Haïti in het noorden en de Republiek Haïti in het zuiden.
- In 1811 werden beide delen weer samengevoegd tot het Koninkrijk Haïti, dat tot 1820 bestond.
- In 1821 werd het koninkrijk opgevolgd door de Republiek van Spaans Haïti, die na een jaar door de Unificatie van Hispaniola werd opgevolgd.
- In 1849 werd het Tweede Keizerrijk Haïti uitgeroepen, dat tot 1859 bestond.
- In 1859 werd de Eerste Haïtiaanse Republiek opgericht. Van 1915 tot 1932 was het land bezet door de Verenigde Staten.
- De Eerste Republiek eindigde met de verkiezing van François Duvalier tot president in 1950. Deze ontpopte zich tot dictator. Na zijn overlijden in 1971 werd Duvalier opgevolgd door zijn zoon Jean-Claude.
- De periode van vader en zoon Duvalier (Papa Doc en Baby Doc) wordt wel aangeduid met de Tweede Haïtiaanse Republiek. Deze eindigde met de verdrijving van Jean-Claude Duvalier in 1986.